# Aceraius hassani
Aceraius hassani là một loài bọ cánh cứng trong họ Passalidae. Loài này được Kon, Araya & Maryati miêu tả khoa học năm 2006.